# Love Foolosophy
Love Foolosophy è un brano musicale del gruppo funk inglese Jamiroquai, estratto come terzo singolo dall'album A Funk Odyssey del 2001.
Il video del brano è stato diretto da Jason Smith, e vede la partecipazione della modella Heidi Klum.

## Tracce
1. Love Foolosophy – 3:48
2. Love Foolosophy (Bini And Martini Ocean Mix) – 7:06
3. Love Foolosophy (Knee Deep's Re-Edit) – 8:29
4. Black Crow (Live) – 3:39
5. Picture Of My Life (Live) – 3:30

## Classifiche
| Classifica (2002) | Posizione più alta |
| ----------------- | ------------------ |
| Australia         | 19                 |
| Belgio (Fiandre)  | 59                 |
| Belgio (Vallonia) | 54                 |
| Germania          | 82                 |
| Irlanda           | 35                 |
| Italia            | 14                 |
| Paesi Bassi       | 85                 |
| Regno Unito       | 14                 |
| Romania           | 59                 |
| Spagna            | 19                 |
| Svizzera          | 32                 |